# مهره (فیلم ۱۳۷۷)
مهره فیلمی به کارگردانی و نویسندگی محمدعلی سجادی ساختهٔ سال ۱۳۷۷ است.

## بازیگران
- آتنه فقیه نصیری
- بهزاد فراهانی
- عباس شادروان
- فیروز بهجت محمدی
- مصطفی سجادی
- هاشم باطبی
- احمد آقالو
- فهیمه رحیم نیا
- شقایق فراهانی
- کامران ملک مطیعی
- عطیه غبیشاوی
- عزت‌الله جامعی ندوشن
- سینا اسدی
- مژگان موسوی
- علی فاطمی پور
- حشمت اله قلی‌زاده
- محمد معتمدی
- عزت منصوری
- علی سالاریان